# Stichopogon beckeri
Stichopogon beckeri är en tvåvingeart som beskrevs av Mario Bezzi 1910. Stichopogon beckeri ingår i släktet Stichopogon och familjen rovflugor.
Artens utbredningsområde är Egypten. Inga underarter finns listade i Catalogue of Life.